# Église Saint-Luc de Munich
Pour les articles homonymes, voir Église Saint-Luc.
L’église Saint-Luc (en allemand : St. Lukas ou Lukaskirche) est la plus grande église protestante de Munich, dans le sud de l’Allemagne. Elle a été construite en 1893–96, par Albert Schmidt. C'est la seule église paroissiale luthérienne conservée dans le quartier historique de Munich.
St Luc est situé sur les rives de l'Isar, entre les rues Steinsdorfstraße et Mariannenplatz. Les deux tours et le dôme de près de 64 mètres de haut sont des éléments visuels importants. Bien que Saint-Luc soit surnommé Dom der Münchner Protestanten (cathédrale des protestants de Munich), l'église n'est pas le siège d'un évêque.

## Histoire et description
L'histoire de l'église protestante de Munich est plutôt courte. Les premiers groupes protestants du début du XVIe siècle ont été interdits et supprimés. La Bavière était un royaume à prédominance catholique sous la famille Wittelsbach au pouvoir à l’époque de la Réforme, mais en 1799, le prince-électeur Max IV, chef des Wittelsbach, épousa Caroline de Bade, une princesse luthérienne; et il y eut soudain une présence protestante à la cour de Munich. Au XIXe siècle, Munich devint également une ville accueillant un nombre croissant d'immigrés d'autres régions d'Allemagne, dont beaucoup de Luthériens.
En 1826, il y avait déjà 6 000 paroissiens luthériens dans la ville. La première église protestante, St Matthieu, a été inaugurée en 1833. Elle fut démolie par les nazis en 1938 et reconstruite après la Seconde Guerre mondiale dans un autre lieu. La deuxième église protestante, Saint-Marc, a été inaugurée en 1877. Au cours des dernières décennies du XIXe siècle, les luthériens de Munich avaient besoin d'une troisième église plus grande. Mais la famille royale bavaroise était soucieuse de protéger le caractère catholique de la ville. Cependant les luthériens se voient attribuer un terrain sur les rives de l'Isar pour construire l'église St Luc. La première pierre a été posée le 29 juin 1893 et l'église a été consacrée le premier Avent, 1896.

## Architecture et art
L'architecte Albert Schmidt a utilisé des styles antérieurs à la Réforme pour plaire aux souverains catholiques: l'architecture extérieure est construite en style roman, tandis que l'intérieur rappelle le gothique rhénan primitif basé sur la forme géométrique d'une croix grecque. À l'est, il y a une abside à trois côtés, la façade ouest à sept côtés et des tours carrées.
Les vitraux ont été irrémédiablement détruits lors du grand raid aérien des 6 et 7 septembre 1943. Les fenêtres perdues du chœur ont été remplacées par de nouvelles par Hermann Kaspar en 1946. La peinture de l'autel est une œuvre de l'artiste Gustav Adolf Goldberg, dédiée à la mise au tombeau du Christ.

## Orgue
L'orgue a été construit en 1932 par le GF Steinmeyer & Co. (Oettingen).

## Galerie

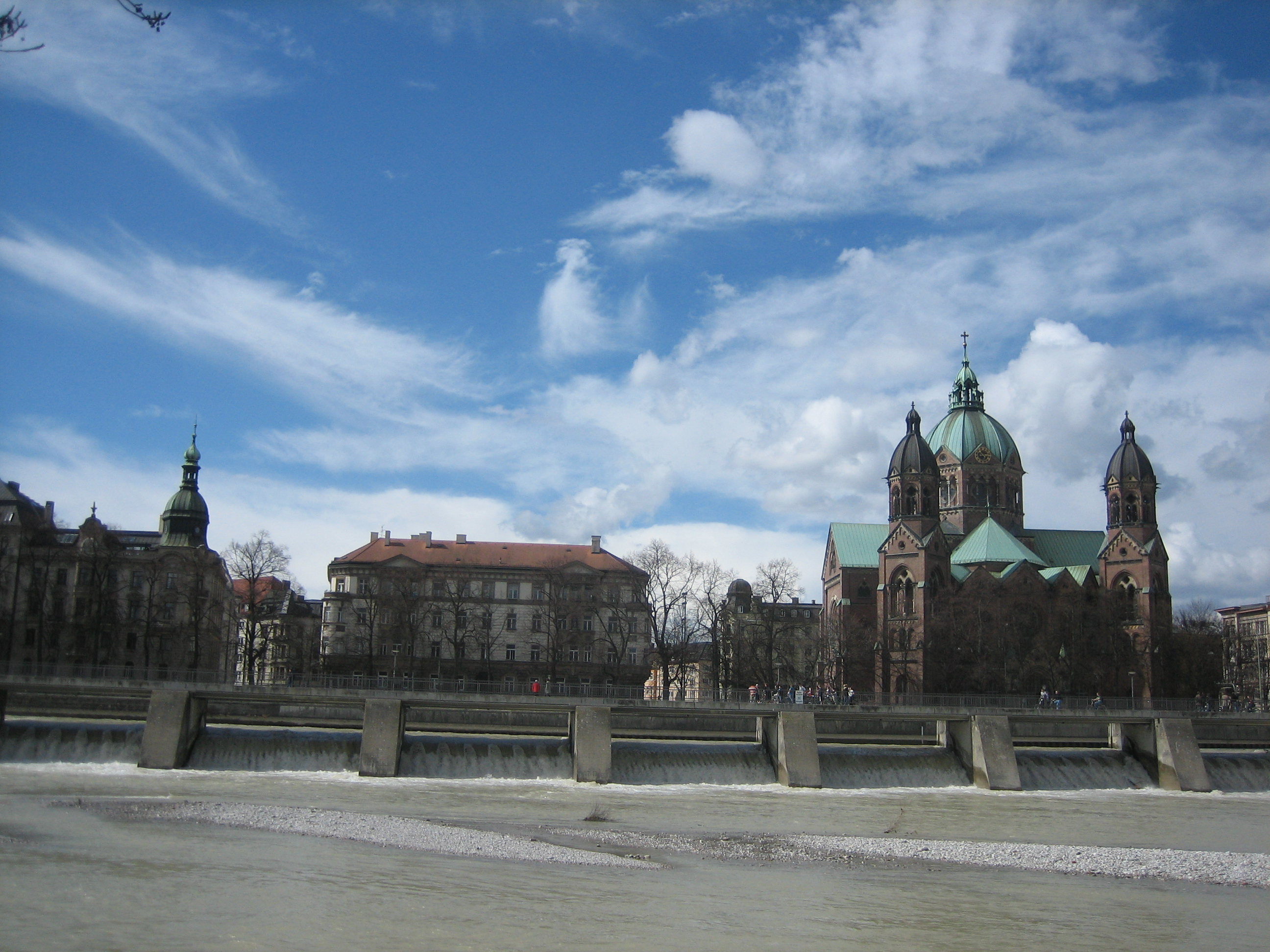
Barrage sur la rivière Isar avec l'église Saint-Luc
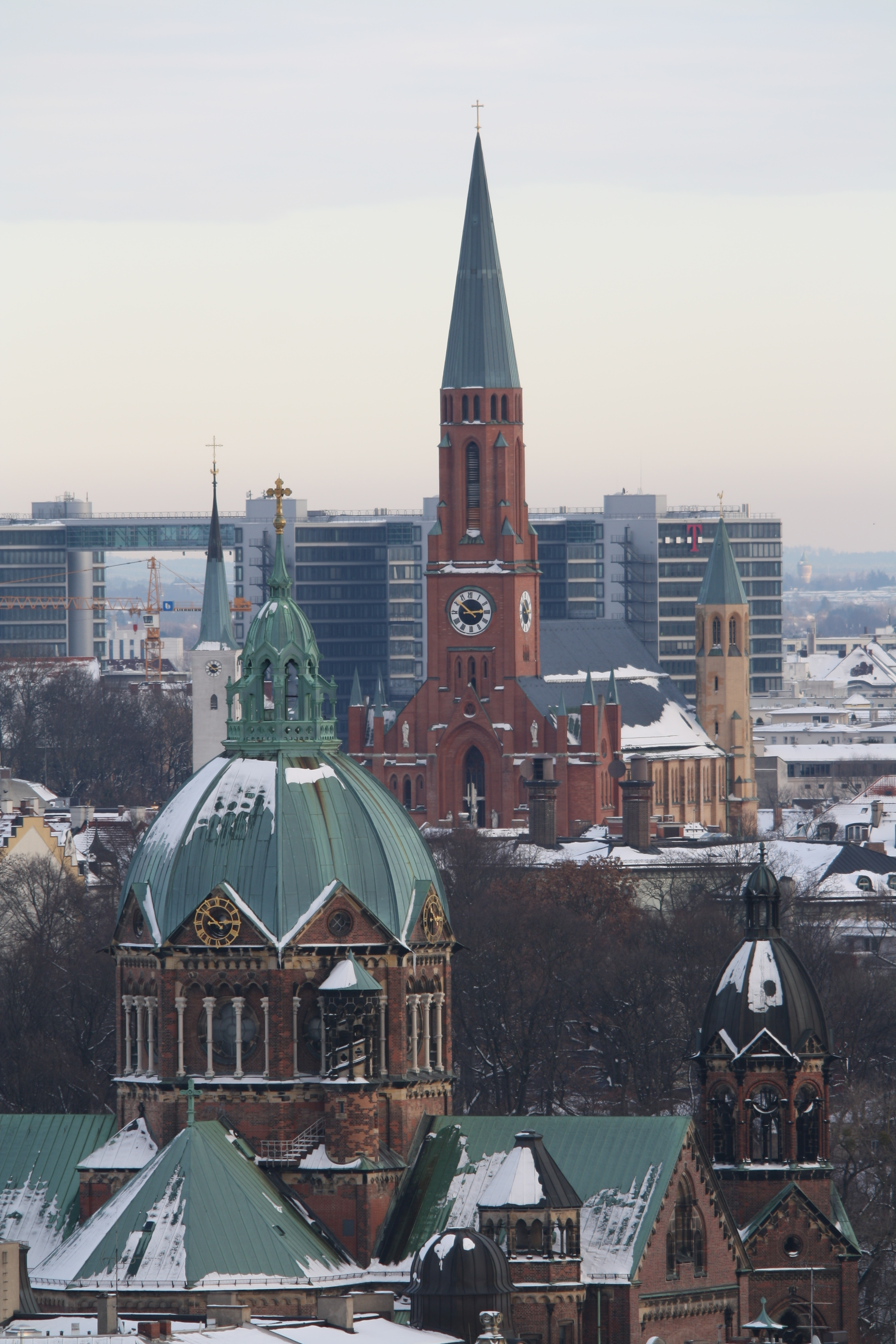
Saint-Luc avec l'église catholique romaine Saint-Jean-Baptiste à l'arrière-plan
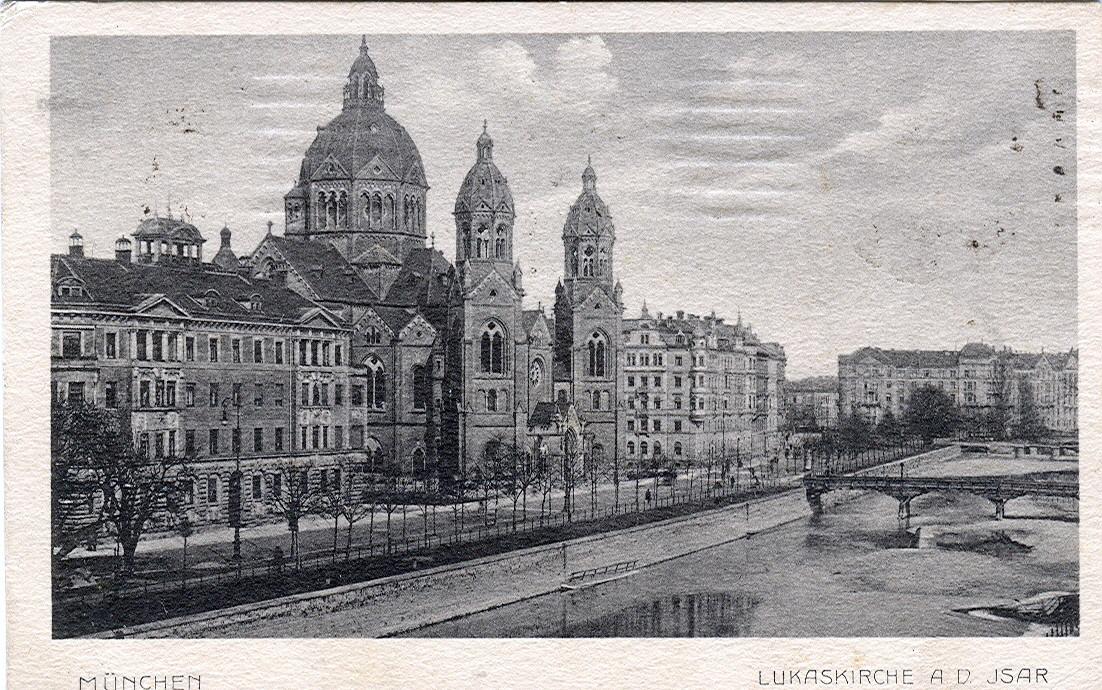
Saint-Luc en 1918
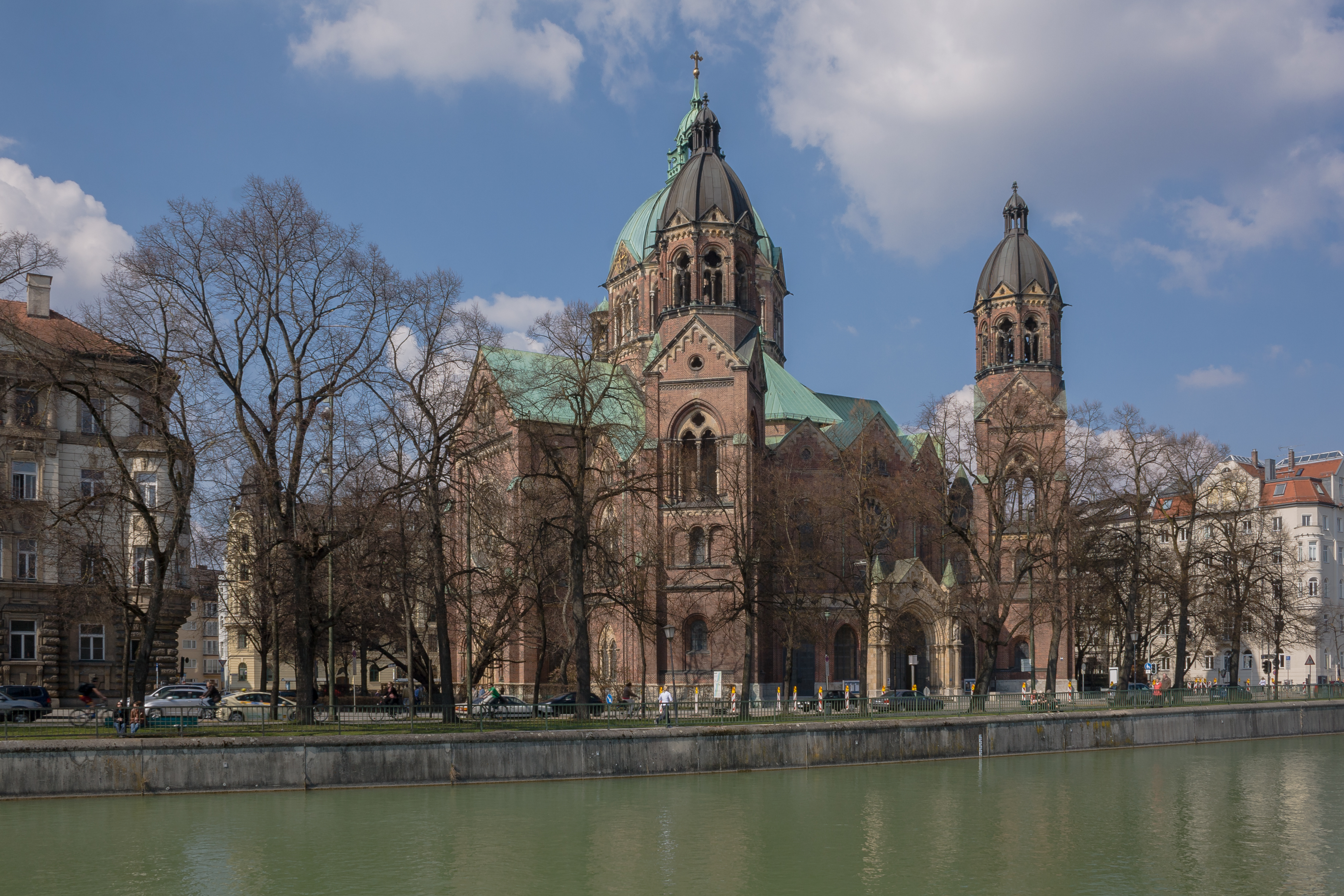
Extérieur
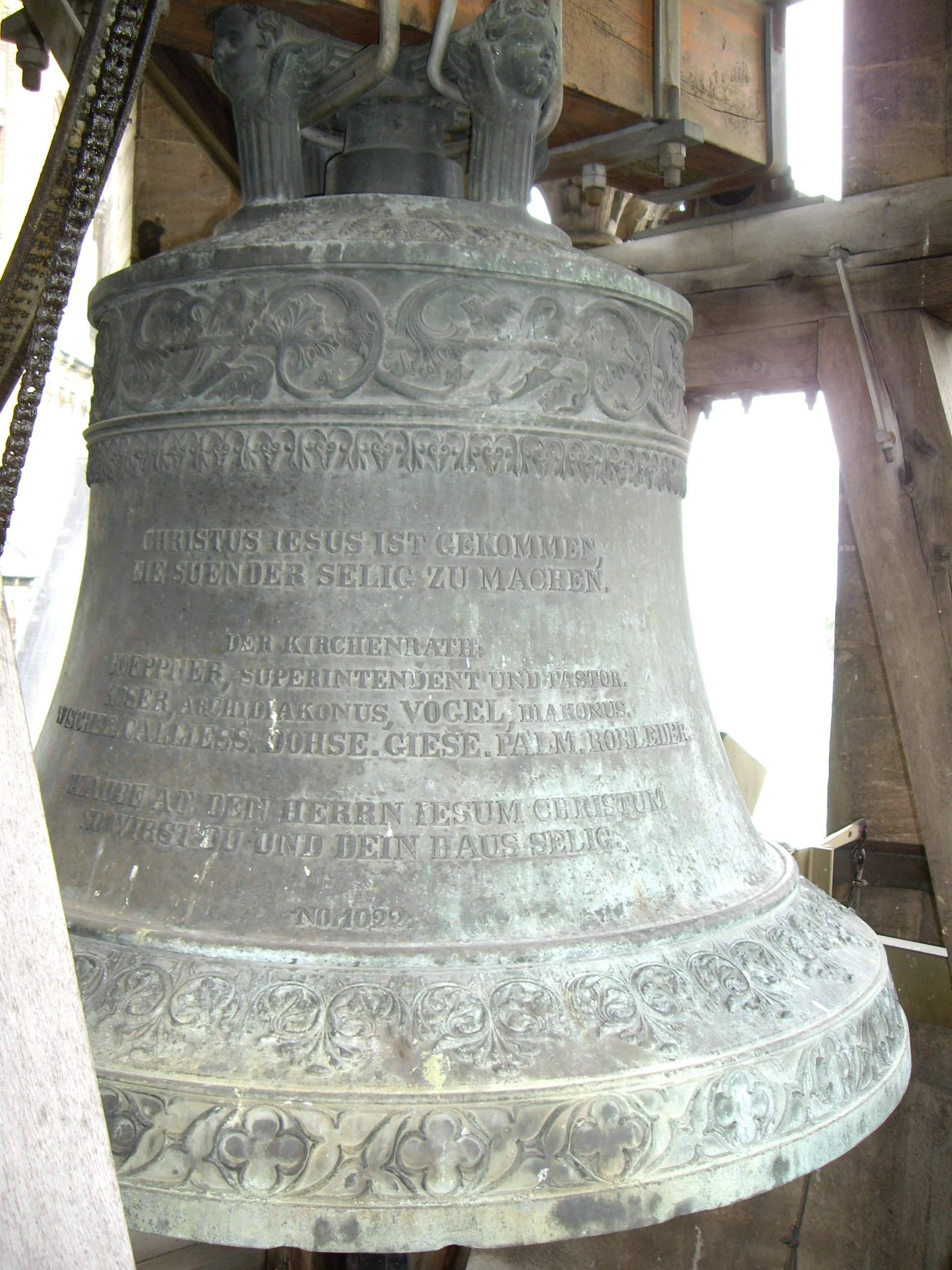
Inscriptions sur la cloche, 1862
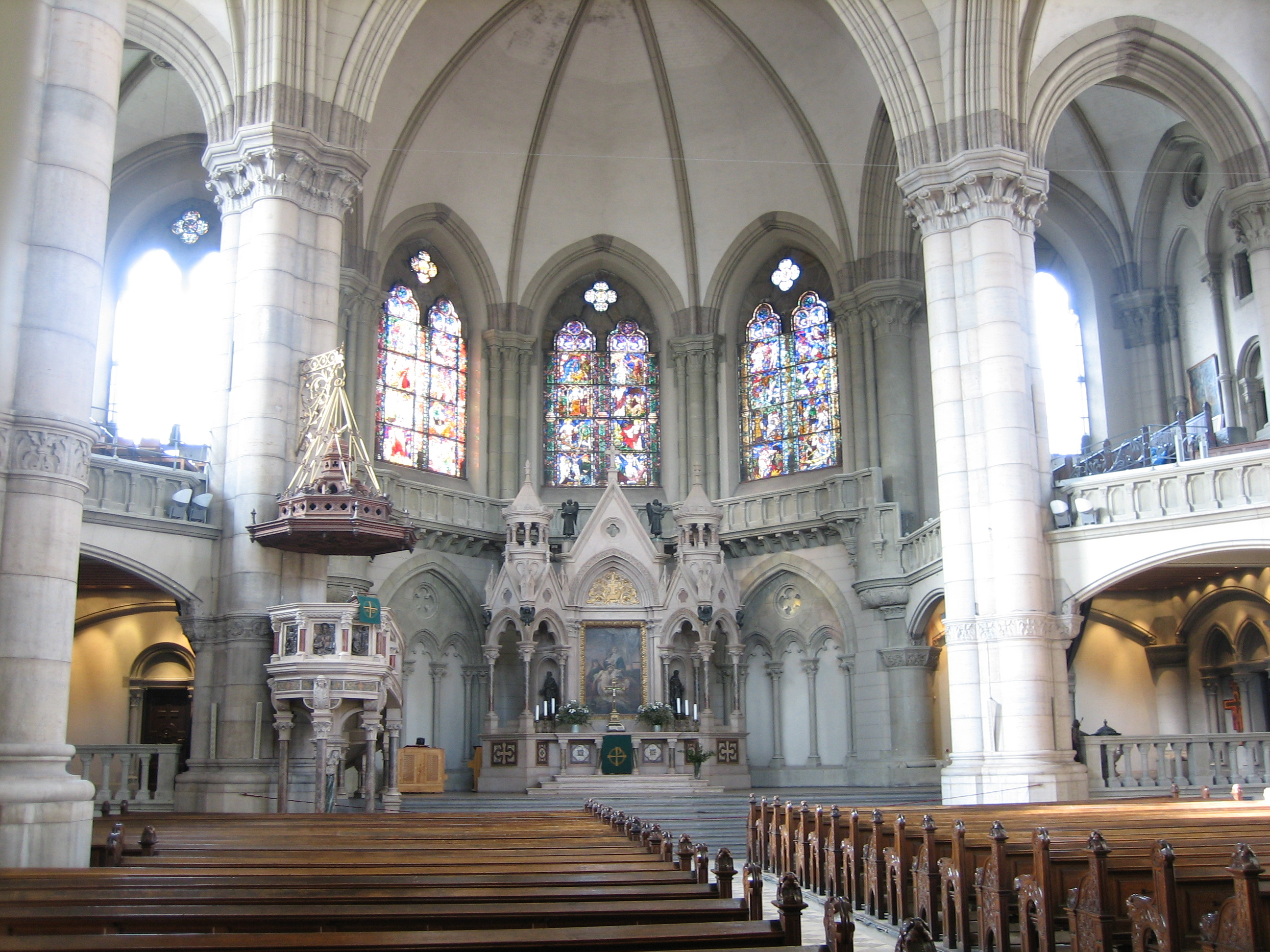
Intérieur
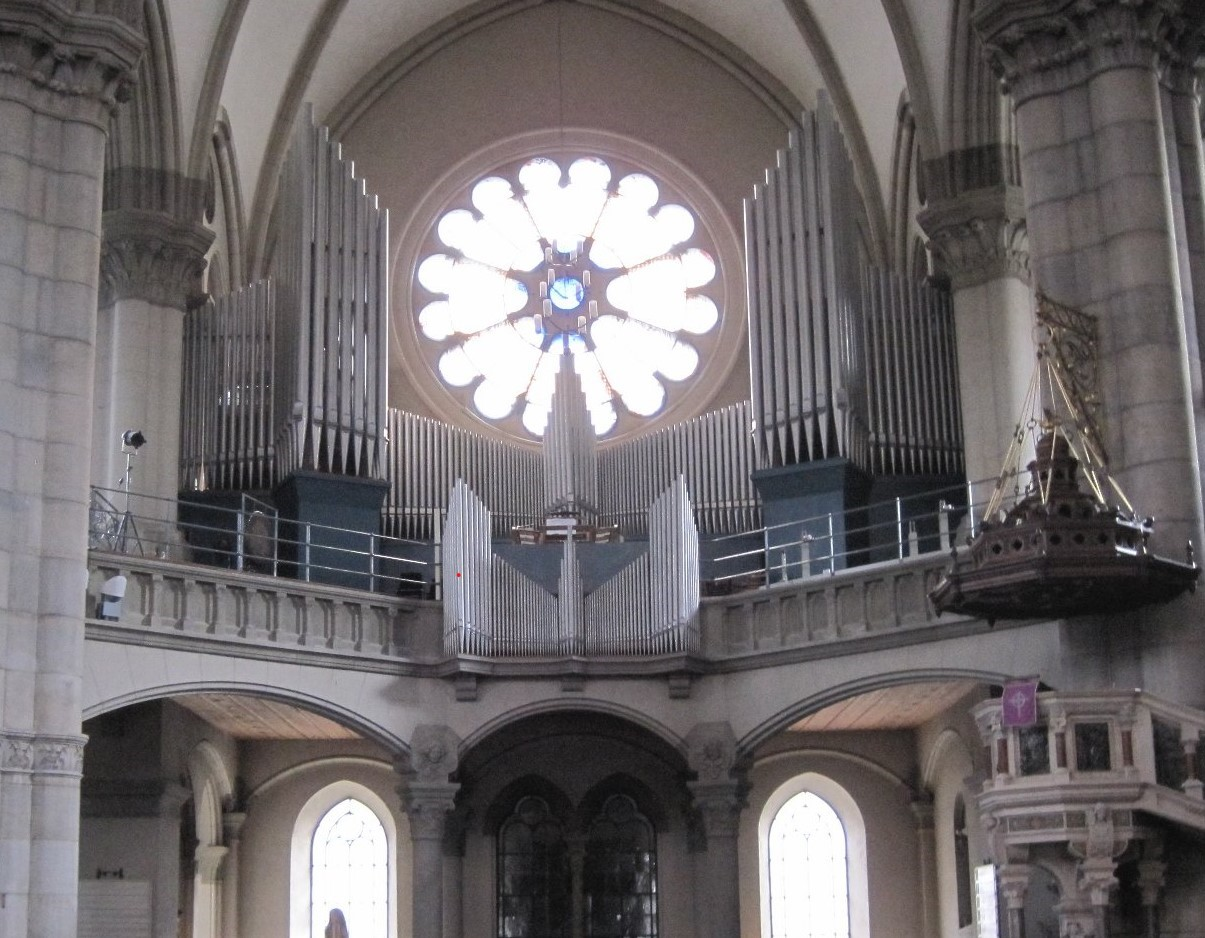
Orgue
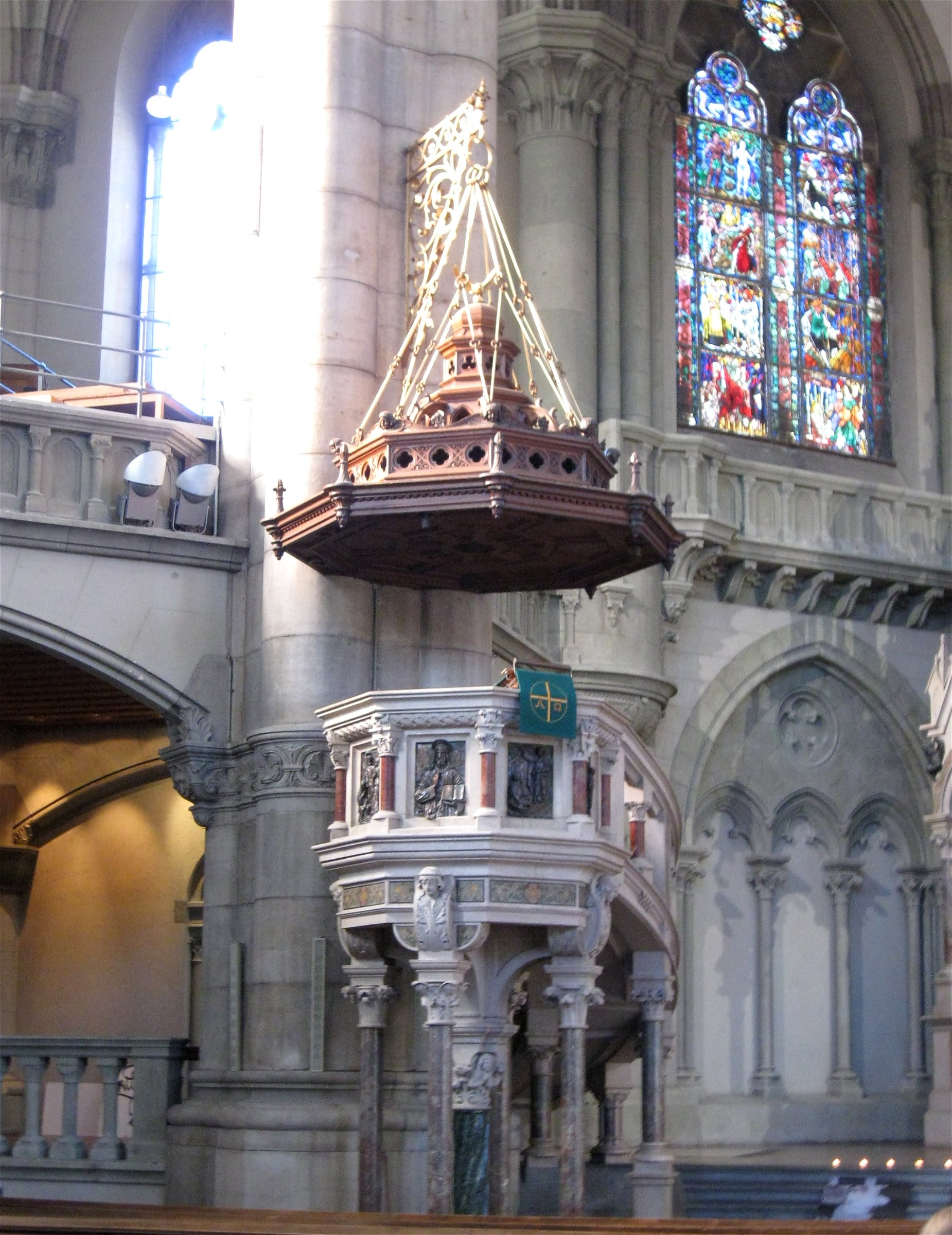
Chaire
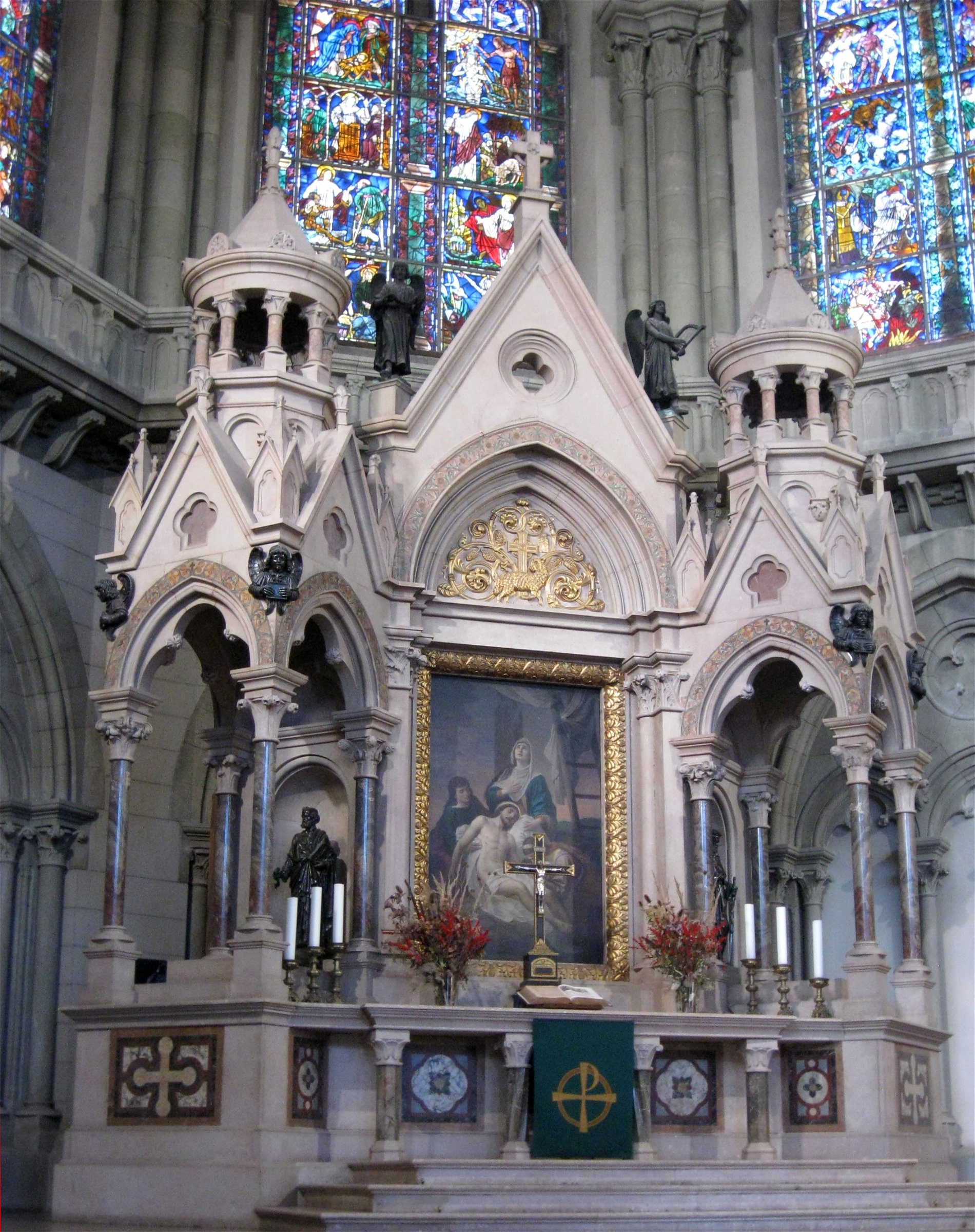
Autel